# Neomochtherus tricuspidatus
Neomochtherus tricuspidatus är en tvåvingeart som beskrevs av Engel 1927. Neomochtherus tricuspidatus ingår i släktet Neomochtherus och familjen rovflugor. Inga underarter finns listade i Catalogue of Life.